# نموذج الشجرة (لغويات)

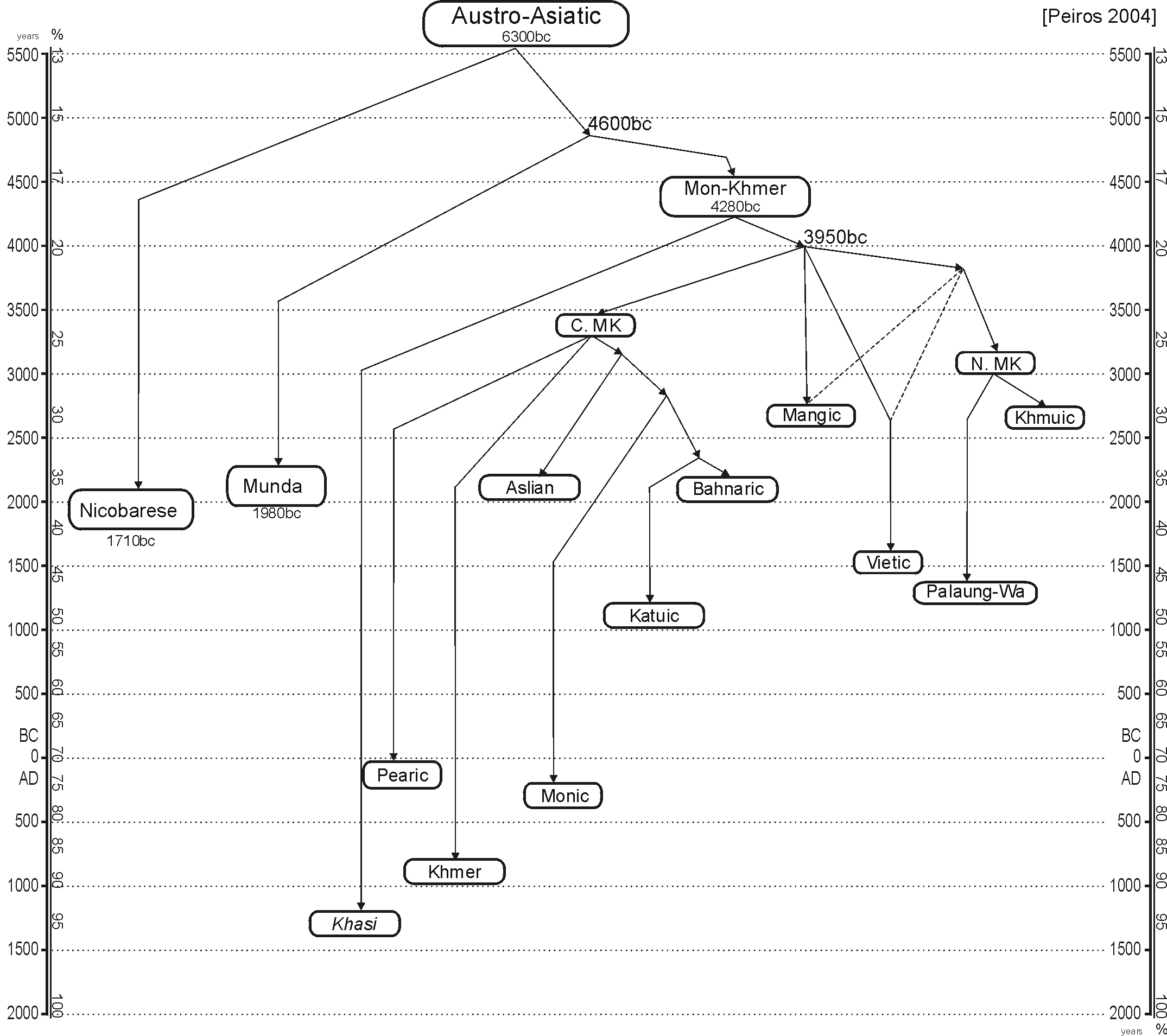
شجرة اللغات الأسترو-آسيوية

شجرة لغة المايا

في اللغويات التاريخية، يعد نموذج الشجرة (المعروف أيضاً بالنموذج الجيني أو النموذج الكلادي) نموذجًا لتطور اللغات وفق مفهوم شجرة العائلة، ولا سيما شجرة تطور السلالات في التطور البيولوجي للأنواع. لكن بدلاً من الأنواع، يفترض نموذج الشجرة أن كل لغة قد تطورت من لغة أم، مع لغات تشترك في سلف مشترك ينتمي إلى نفس عائلة اللغة.
عمم اللغوي الألماني أوغست شلايشر نموذج الشجرة عام 1853،  ويعتبر نموذج الشجرة طريقة شائعة لوصف العلاقات الوراثية كما يعد أمراً أساسياً في مجال اللغويات المقارنة، والذي يتضمن استخدام الأدلة من اللغات المعروفة والقواعد المرصودة لتطور خصيصة لغوية معينة لغرض تحديد ووصف الأجداد المفترضون لكل عائلة لغوية، مثل اللغة الهندو-أوروبية البدائية كجد مفترض للغات الهندو-أوروبية أو اللغة السامية الأم كجد مفترض للغات السامية. ومع ذلك، ليس نموذج الشجرة هو الطريقة الأشمل لتغير اللغات حيث يركز مختصو اللغويات على ظواهر عديدة تحدث بواسطة التناقل الأفقي للخصائص اللغوية، ومن تلك الظواهر: الكلمات المستعارة إلى واللغات المولدة التي لها أكثر من لغة أم واحدة. ويبرز نموذج الموجة الذي تم تطويره عام 1872 من قبل يوهانس شميت كنموذج داعم مساند لنموذج الشجرة الذي وهو يوظف التناقل الأفقي للخصائص في تطور اللغات.
وتقف أمام نموذج الشجرة بعض العوائق التي تماثل العوائق التي تعترض نموذج الشجرة في التصنيف البيولوجي من حيث مشكلة النوع التي تتمثل بصعوبة تكميم ظاهرة معينة ذات استمرارية ولها استثناءات مثل الأنواع الحلقية التي هي كائنات من نوع واحد تشكل سلسلة متصلة قادرة على التزاوج فيما بينها ويناظرها في اللغويات سلاسل اللهجات. وقد تم تطوير مفهوم الارتباط استجابةً لذلك وهو يشير إلى مجموعة من اللغات التي تطورت من سلسلة لهجات بدلاً من اللغات الفرعية المعزولة لغويًا والناشئة من لغة واحدة.

## تاريخ النموذج

### الأفكار التوراتية

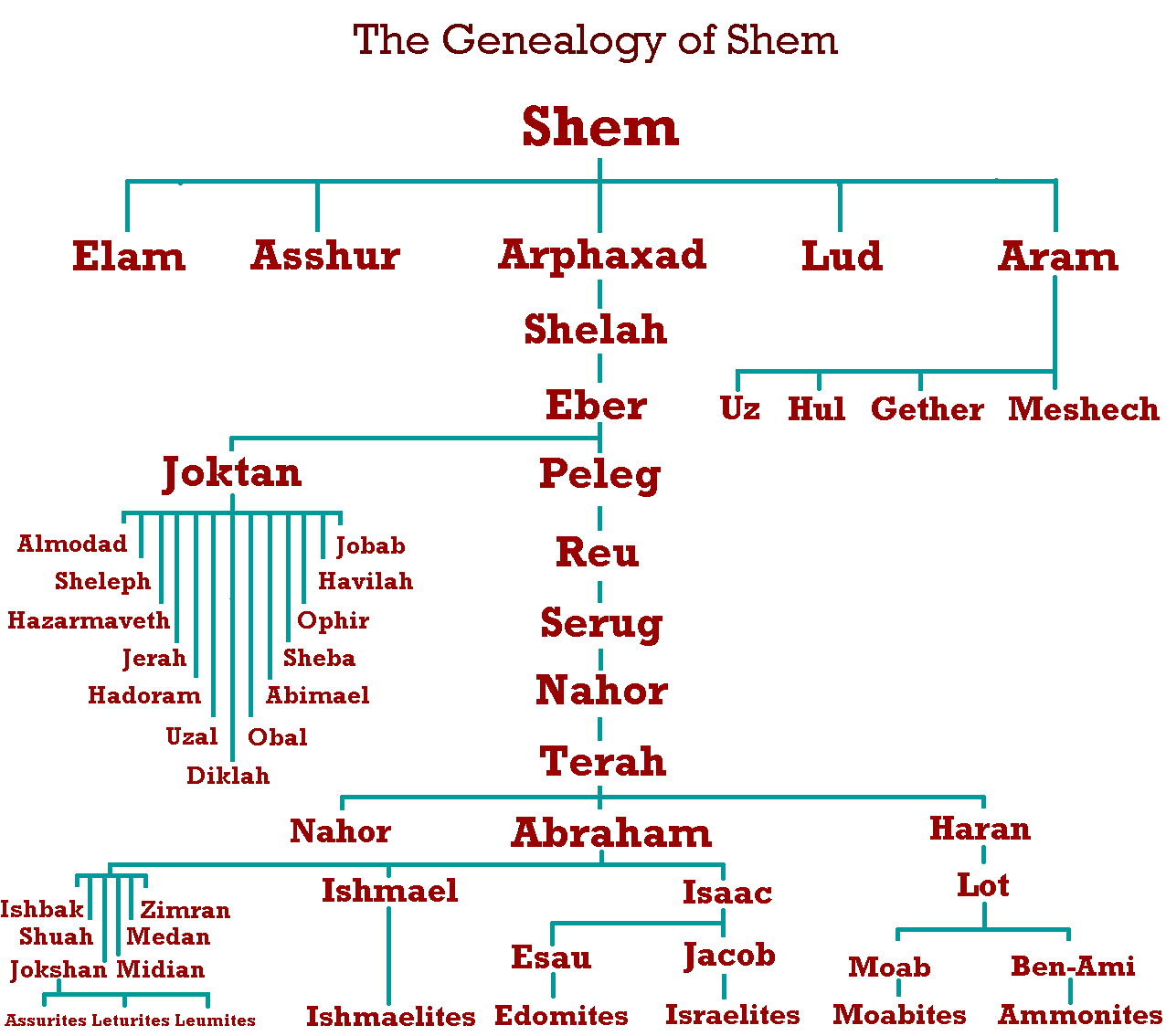
شجرة عائلة القبائل الواردة في التوراة

إحدى التصورات البشرية القديمة حول أصل اللغات تمثلت بالفكرة التوراتية حول لغة الجنة وهي شائعة في الأديان الابراهيمية. تنص هذه الفكرة على أن جميع الناس كانوا يتحدثون لغة واحدة وبحسب الكتاب المقدس فإن هذه اللغة كانت العبرية ويرى آخرون أنها كانت السريانية، ويُعد مبدأ لغة الجنة مناسباً للغة الأولى التي تكلم بها البشر وفق الكتاب المقدس، لكن بالنسبة للمسلمين فقضية لغة آدم يغلب عليها أنه كان يتكلم السريانية فيما سيتكلم البشر العربية في الجنة.
أما حول نشأة اللغات الأخرى، فتذكر التصورات الأولى أن البشر كانوا يتكلمون لغة واحدة ثم فرقهم الله عندما دمر برج بابل فأصبحوا وهم يتكلمون لغات متعددة، أي لم يعتقد البشر وفق ذلك التصور البدائي أن هناك تغير تدريجي أو شجري للغات. وقد كان السير توماس براون من اوائل من شككوا في هذه النظرة مقترحاً أن اللغة الأولى كانت شيئاً آخر وليس العبرية، لاسيما بعد اكتشافات الأوربيين في العالم الجديد وفي شرق آسيا واطلاعهم على العدد الكبير من اللغات التي لا يُمكن أن تختزل برواية الكتاب المقدس.

### الهندو-أوروبيون الأوائل

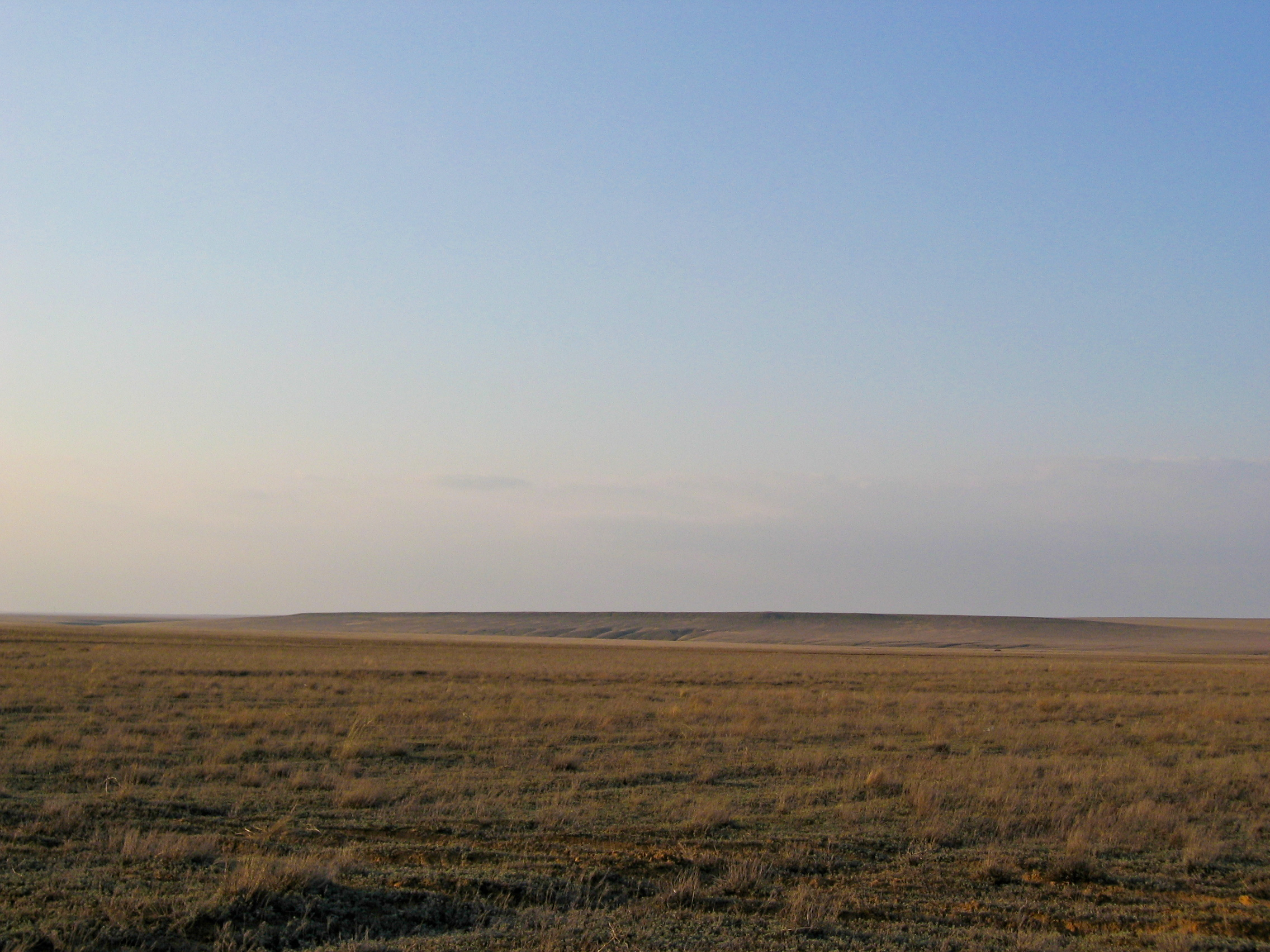
الأرض المفترضة للهندو-أوروبيون في غرب كازاخستان (هناك فرضيات عدة حول الوطن الأصلي لهم)

في خطاب الذكرى السنوية الثالثة للجمعية الآسيوية في 2 فبراير 1786، قدم السير ويليام جونز خطاباً طبق فيه لأول مرة منطق نموذج الشجرة على ثلاث لغات، اليونانية واللاتينية والسنسكريتية، وكان خطابه الأول من نوعه أيضاً في اعتماده على أسس لغوية بحتة، مشيرًا إلى «تقارب أقوى، في جذور الأفعال وفي النحو بشكل لا يمكن أن يكون قد نتج عن طريق الصدفة فحسب». ومضى إلى افتراض أنهم نشأوا من «مصدر مشترك، ربما لم يعد موجودًا». وقد أضاف اللغات القوطية والسلتية والفارسية لنفس العائلة.
غير أن جونز لم يذكر المصدر المشترك الذي تكلم عنه ولم يطور الفكرة أكثر بعد ذلك، لكن الفكرة وصلت إلى اللغويين في عصره. في المراجعة الفصلية (لندن) (Quarterly Review) بين الأعوام 1813-1814، نشر توماس يونج مراجعة لكتاب ميثرادتس ليهوان كريستوف أدلونغ المعروف أيضاً بـتسمية «تاريخ عام للغات»، الصادر عام 1806-1812 بمجلداته الثلاث ليوهان سيفيرين فاتر. حلل أدلونغ قرابة 500 لغة ولهجة وقدم فرضية بأن الأصل العالمي الأوحد للغات (لغة الجنة) كانت في كشمير الواقعة في مركز ذلك النطاق من اللغات الذي درسه أدلونغ.

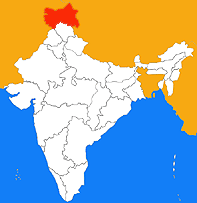
كشمير (باللون الأحمر) ، موقع أدلونغ المفترض لجنة عدن.

نظرة يونغ كانت دينية نوعاً ما فهو كان بالفعل يبحث عن «لغة الجنة» و«لغة آدم» لكنه كان أول من يستخدم مصطلح «الهندو-أوروبية» للإشارة إلى تلك المجموعة من اللغات. ومعظم الدلائل التي جمعها لم تكن سوى كلمات مثل: أم، أب وغير ذلك.

### النحاة الجدد
قدم اللغوي الألماني أوغست شلايشر نموذجاً شجرياً للغات الهندو-أوروبية مستوحياً النموذج من نماذج تصنيف النباتات وراثياً. وكانت نظريته (نظرية شجرة العائلة) مركزة على اللغات الهندو-أوروبية ويمكن اعتباره بذلك أحد اوائل من قاموا بوضع مبدأ نموذج الشجرة.

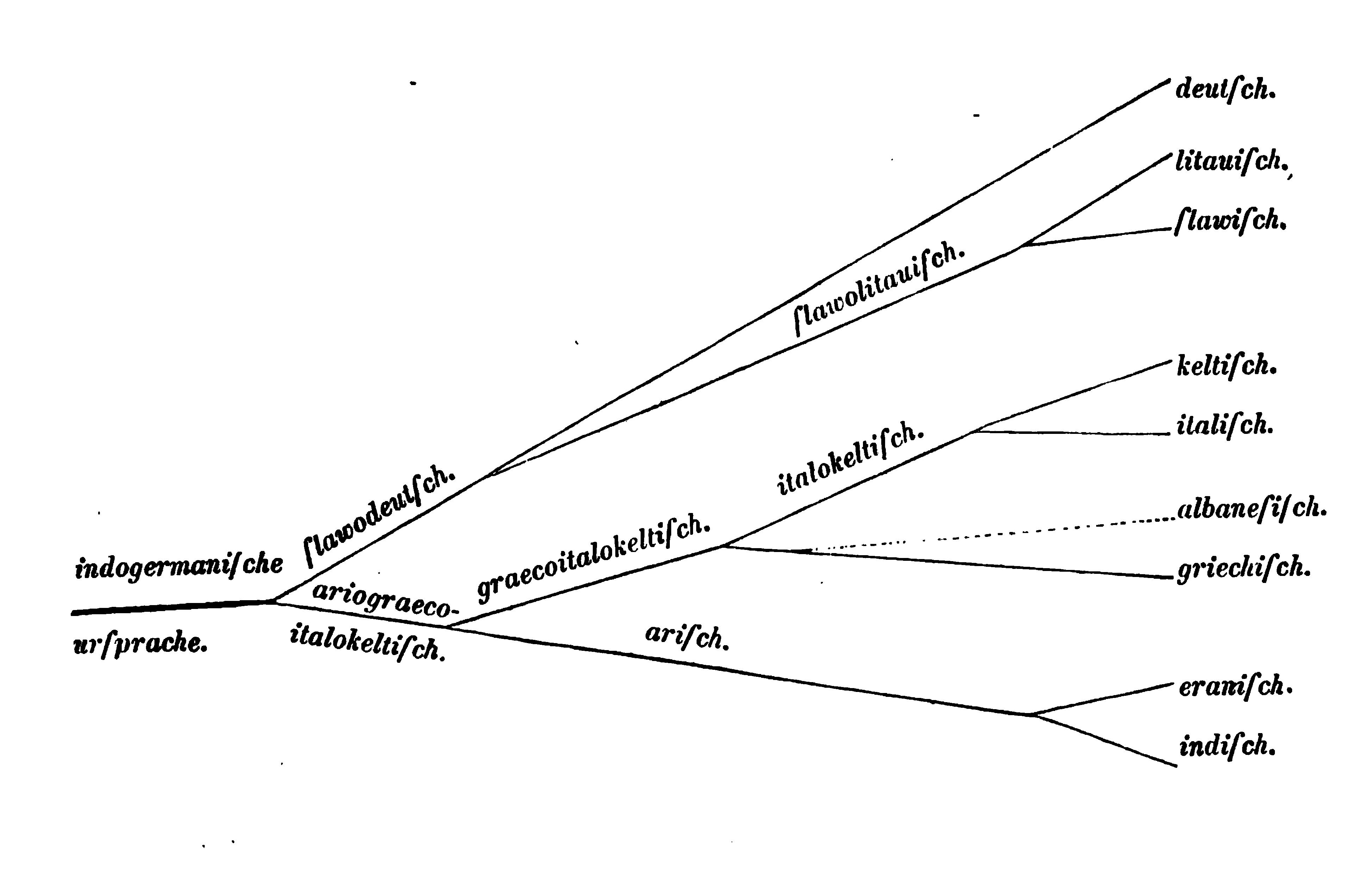
نموذج شجرة شلايشر

### شجرة تطور السلالات
في القرن العشرين لمع نجم جوزيف هارولد جرينبرج في إعداد النماذج الطبولوجية ذات الهيئة الشجرية للغات وبطريقة قائمة على النماذج الوراثية المستمدة من علم الأحياء. ولم يعمل جرينبيرج على تصنيف اللغات ضمن عوائلها وأصولها فحسب، بل عمل على خصائصها بشكل منفرد ليثبت تزامن خصائص معينة مع خصائص أخرى ضمن عوائل لغوية معينة أو ضمن اللغات البشرية بشكل عام.

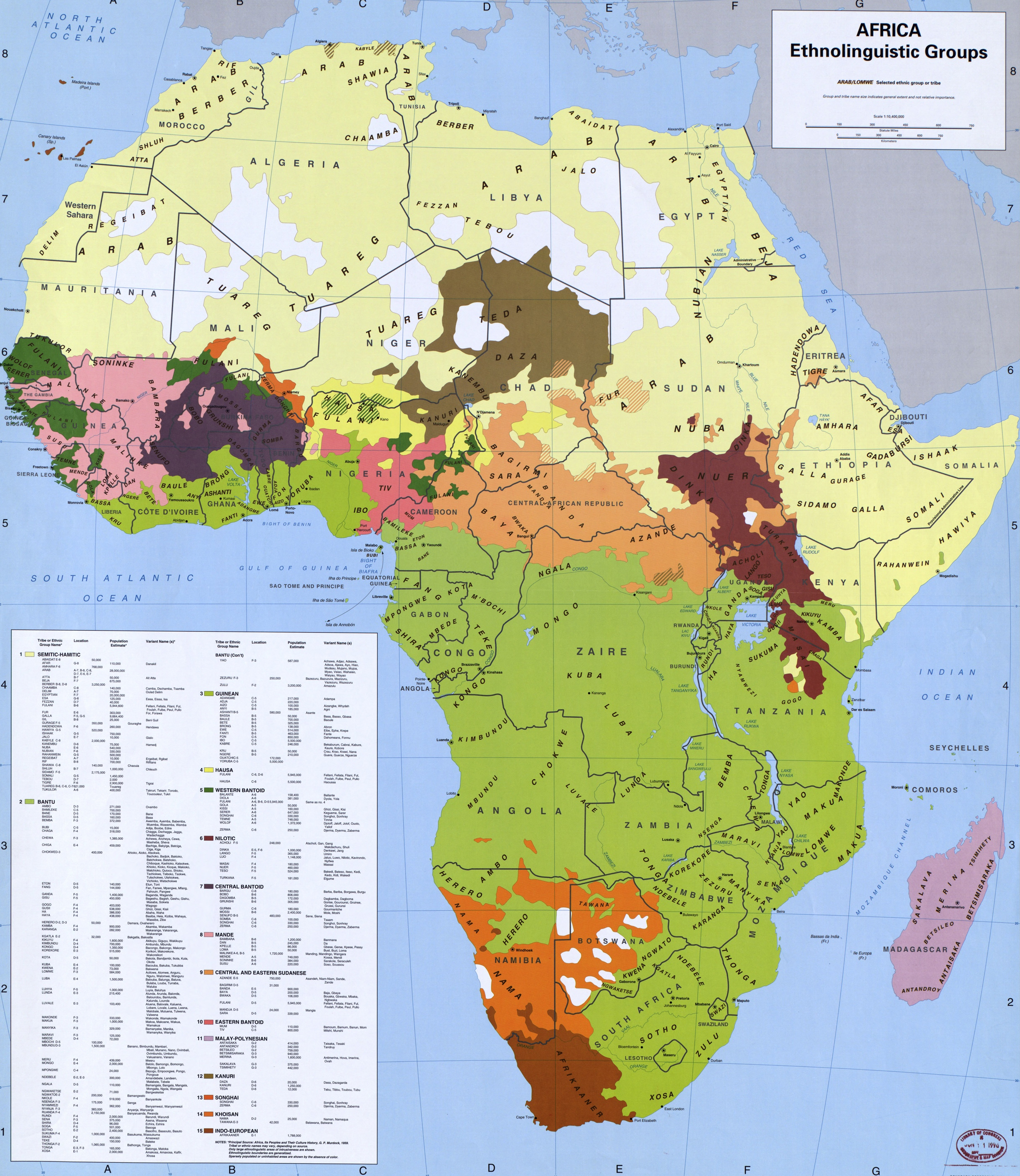
تصنيف عائلات اللغات الأفريقية

بدأ غرينبرغ الكتابة في وقت لم تكن فيه الأدوات متاحة له كما هو الحال اليوم مثل التحليل الحاسوبي ليعمل على اكتشاف الكثير من العلاقات بين اللغات. إحصائيًا، كلما زاد التشابه، زادت احتمالية وجود اللغات ضمن نفس القلادة من اللغات. يقول جرينبيرج:  
 «إن أي لغة تتكون من آلاف الأشكال من أصوات ومعاني... أي صوت مهما كان يمكن أن يعبر عن أي معنى. لذا، فإذا اتفقت لغتان في عدد كبير من هذه العناصر، لابد إذاً أن يكون لهما أصل تاريخي مشترك. هذه التصنيفات الجينية ليست اعتباطية إنها تشبه التصنيف البيولوجي إلى حد كبير وكما نقوم بتصنيف الأنواع في علم الأحياء ضمن نفس الجنس أو الوحدة الأعلى وفقاً للتشابه ونقترح وجود سلف مشترك لها وفقاً لذلك، فإن الأمر ينطبق على الفرضيات الجينية في اللغة». 

### علم مقارنة اللغة والتاريخ
المقال الأصلي: علم مقارنة اللغة والتاريخ
يدرس علم مقارنة اللغة والتاريخ التغير في المفردات بمنحى تاريخي إحصائي، حيث تقارن لغات عدة من نفس العائلة أو اللغة ذاتها بين مرحلتين من حيث المفردات وتتم مقارنة الأشباه بين تلك المجاميع ليتم تخمين عمر عائلة لغوية معينة أو لغة معينة. ومن الأمثلة على ذلك تخمين عمر اللغات الهندو-أوروبية بما يتراوح بين أربعة آلاف و40 الف سنة. وتستخدم الطرق الحاسوبية في هذا العلم بشكل فاعل.

## اللغويات التاريخية الحاسوبية
حتى ظهور الطرق الحاسوبية كانت المقارنة بين اللغات صعبة نوعاً ما إذ كان عدد الحالات التي يُمكن المقارنة بها وعدد اللغات التي يُمكن دراستها صعباً. وقد ظهرت الطرق الحاسوبية في مقارنة اللغات تاريخياً منذ السبعينات، غير أنها لم تكن بذات الكفاءة التي وصلت إليها لاحقاً. وتعد العلاقات الجينية بين اللغات مما يُدرس حاسوبياً، فضلاً عن استكشاف الأشباه المعجمية، التداخل الوراثي.
تتنوع طرق دراسة اللغويات التاريخية حاسوبياً بين ثلاثة أصناف، أولها الدراسة التاريخية المقارنة ومنها ما ذكرناه كمثال لدراسة روس ودوري، ثم الدراسة البيولوجية الحاسوبية للغة والتي تُستخدم فيها نماذج حاسوبية أعدت في الأساس لأغراض البحوث البيولوجية لكنها قابلة للاستخدام حاسوبياً كذلك ومنها ما يختص بقراءة التسلسلات البيولوجية ودراسة التداخل الوراثي. وأخيراً، الاستخدام التقليدي التقليدي للغويات الحاسوبية الحديثة وطرائق معالجة اللغات الطبيعية.
البحث الذي قام به روس ودوري كان يتضمن نظاماً متكاملاً لإنشاء أشجار لغوية. يبدأ العمل من وجود دليل على علاقة وراثية بين لغتين، ثم يقوم النموذج الحاسوبي بإحصاء كافة المتشابهات بين لغتين أو أكثر، بعدها يتم تعيين التوافق الصوتي بين اللغات، ثم يتم تشكيل لغة بدائية افتراضية، بعدها يتم تعيين الابتكارات في اللغات التي تتم دراستها سواء كانت صوتية، صرفية، معنوية، أم معجمية وأخيراً يتم إنشاء نموذج الشجرة والذي يُمكن الاعتماد عليه لتشكيل قاموس للتأثيل. ايضاً هناك باحثون عملوا على دراسة اللغة ذاتها عبر الزمن عبر مقارنة نصوص من أزمنة مختلفة لنفس اللغة وملاحظة التغير اللغوي فيها بطريقة حاسوبية إحصائية.